# Lijst van straten in Delft
Dit is een lijst van straten in de gemeente Delft en hun oorsprong/betekenis.

### A
- A.M. de Jonglaan - A.M. de Jong, (1888-1943) was een Nederlandse schrijver.
- Aagje Dekenlaan - Aagje Deken, schrijfster
- Aalscholverring - aalscholver
- Aan 't Verlaat - straat ter hoogte van de schutsluis (verlaat) in de Tweemolentjesvaart
- Aaraustraat - Aarau (stad) is de hoofdstad van het Zwitsers kanton Aargau.
- Aart van der Leeuwlaan - Aart van der Leeuw
- Abtsregt - Abtsregt is een voormalige gemeente in de Nederlandse provincie Zuid-Holland.
- Abtswoude - Abtswoude is een voormalige gemeente in de Nederlandse provincie Zuid-Holland.
- Abtswoudsepad - naar Abtswoude
- Abtswoudseweg - naar Abtswoude
- Accrastraat - Accra, hoofdstad van Ghana, Afrika
- Achterom -
- Achtersack -
- Ada van Hollandstraat - gravin Ada van Holland (gravin)
- Adama van Scheltemaplein - Carel Steven Adama van Scheltema (dichter) (1877-1924) was een Nederlandse socialistische dichter.
- Adderhof - adder, slang
- Adelaarsingel - synoniem voor Arend (roofvogel), een grote roofvogel
- Adenauerlaan - Konrad Adenauer
- Adenstraat - Aden
- Adriaan Pauwstraat - Adriaan Pauw (1585-1653), ridder, heer van Heemstede, Hoogersmilde, Bennebroek, Nieuwerkerk etc., was raadpensionaris van Holland van 1631 tot 1636 en nog eens van 1651 tot 1653. Hij maakte deel uit van de oorspronkelijk Goudse patriciërgeslacht Pauw.
- Afrikalaan - Afrika, werelddeel
- Agatha van Leidenlaan - 14de-eeuwse priorin van het klooster Koningsveld
- Agnietenpad - Agnietenklooster: Klooster Sint Agnes in Delft
- Akropolishof - Akropolis in Athene
- Albatrosstraat - albatrossen, vogelsoort
- Albert Verweylaan - Albert Verwey
- Aleid van Malsenlaan - 16de-eeuwse priorin van het klooster Koningsveld
- Aletta Jacobsstraat - Aletta Jacobs
- Alexander Fleminglaan - Alexander Fleming, Brits bacterioloog, ontdekker penicilline
- Algerijestraat - Algerije, land in Noord-Afrika
- Alkstraat - alken, vogelsoort
- Allendepad - Salvador Allende, Chileens politicus
- Almirapad - Opera van Händel
- Alyd Buserstraat - Alyd Busers (overleden in 1409) was een rijke weduwe die zich aan het eind van de veertiende eeuw — samen met haar dochter Aechte — aansloot bij een groep Delftse zusters. In 1403 nam deze groep een huis aan de Oude Delft in gebruik als klooster. Ze noemden dit klooster het Sint-Agathaklooster naar de heilige Agatha, de naamheilige van dochter Aechte. Alyd Busers werd de eerste moeder-overste.
- Amalia van Solmslaan - Amalia van Solms
- Amazonepad - Amazone, rivier in Zuid-Amerika
- Amazoneweg - Amazone, rivier in Zuid-Amerika
- Ambachtsstraat - ambacht
- Ambonstraat - Ambon, eiland in Indonesië
- Ampèreweg - André-Marie Ampère (1775-1836) was een Frans natuur- en wiskundige die algemeen wordt beschouwd als een van de ontdekkers van het elektromagnetisme.
- Angolapad - Angola, land in Afrika
- Angolastraat - Angola, land in Afrika
- Anna Beijerstraat - Anna Maria Beijer, dochter van de eerste aannemer die de straat aanlegde
- Anna Boogerd - Sint-Anna-boomgaard, de boomgaard van het Sint-Annaklooster van Delft
- Annageer - in het verlengde van de Annastraat, vernoemd naar Sint-Annaklooster van Delft
- Annastraat - Sint-Annaklooster van Delft
- Anna van Saksenweg - Anna van Saksen, tweede echtgenote van Willem van Oranje
- Anthonij Duijckstraat - Anthonie Duyck, raadpensionaris van Holland
- Anthracietplaats - Antraciet
- Anthony Fokkerweg - Anthony Fokker, vliegtuigbouwer
- Antonia Veerstraat - Antonia Gerarda Versteeg, gehuwd met Jacob Veer, was een propagandiste voor de arbeidersbeweging en een van de eerste drie vrouwelijke leden van de Delftse gemeenteraad.
- Antonie Heinsiusstraat - Anthonie Heinsius (1641-1720) was een Nederlands staatsman en geboren in Delft. Vanaf 27 mei 1689 tot zijn dood in 1720 was hij raadpensionaris van de provincie Holland.
- Antoon Coolenlaan - Antoon Coolen (1897-1961), Nederlandse romanschrijver
- Apolloweg - Griekse god Apollo
- Apothekersweg - Apotheker
- Appelstraat - Appel
- Archipellaan - archipel
- Arendlaan - arend, roofvogel
- Argentiniëstraat - Argentinië, land in Zuid-Amerika
- Arkesteijntuinen - tuindersfamilie Arkesteijn
- Arnoldstraat - Arnoldus Bontenbal, zoon van de aannemer Dirk Bontenbal die de huizen aan deze straat bouwde
- Artemisstraat - Griekse godin Artemis
- Arthur van Schendelplein - Arthur van Schendel (1874-1946), letterkundige
- Arubastraat - Aruba, eiland
- Asvest - gedeelte van stadsvest met schuren voor stadsas en -vuilnis
- Atlashof - Atlasgebergte in Afrika
- Auroraplein - Romeinse godin Aurora
- Aziëlaan - Azië, werelddeel

### B
- Bachsingel - Johann Sebastian Bach, componist
- Baden Powellpad - Robert Baden-Powell, luitenant-generaal in het Britse leger, grondlegger scouting
- Bagdadstraat - Bagdad, stad in Irak
- Bagijnestraat - naar het Bagijnhof
- Bagijnhof - Bagijnhof: Hof voor bagijnen (weduwen) zonder kloostergelofte
- Bakemastraat - Jaap Bakema, Nederlands architect
- Bakkerenpad - Willem Johannes Bakkeren, Delfts verzetsman
- Balistraat - Bali, eiland in Azië
- Baljuwsteeg - Baljuw
- Balthasar van der Polweg - Balthasar van der Pol (1889-1959) was een Nederlands natuurkundige. Vele van zijn publicaties behandelen in hoofdzaak de voortplanting van radiogolven, de theorie van elektrische schakelingen, in het bijzonder meer van trillingen en wiskundige problemen die daarmee in verband staan.
- Bankastraat - Banka, eiland in Indonesië
- Bantulaan - Bantoevolken, Afrikaanse volken
- Barbarasteeg - Sint-Barbaraklooster
- Bartokpad - Béla Bartók, Hongaars companist
- Bartoutszate - Hoefslag ten oosten van Delft. De hoefslag Baertouts of Baerthouts Zaet was een strook land die zich van de Noordeindseweg tot aan de Rijskade uitstrekte, ongeveer ter hoogte van Klein-Delfgauw.
- Bastiaanpoort - Sint Sebastiaanstoren
- Bastiaansplein - Sint Sebastiaanstoren
- Bastinglaan - Johan Hendrik Christiaan Basting, militair arts, medewerker van Henri Dunant
- Bauxietpad - Bauxiet
- Beekpad - Beek
- Beestenmarkt - Beestenmarkt
- Beethovenlaan - Ludwig van Beethoven, Duits componist
- Bellinipad - Vincenzo Bellini, Italiaans componist
- Bellweg - Alexander Graham Bell, Amerikaans technisch fysicus, uitvinder van de telefoon
- Ben Bellastraat - Ahmed Ben Bella, president van Algerije
- Ben Goerionstraat - David Ben-Gurion, eerste president van Israël
- Bengalenpad - Bengalen, Azië
- Bengalenstraat - Bengalen, Azië
- Bentvelsenpad - Tuindersfamilie Bentvelsen
- Berghoefplantsoen - Johannes Fake Berghoef, Nederlands architect
- Berghuyspad - Johannes Jurriaans Berghuys en Frederik Johannes Berghuys, organisten Nieuwe Kerk
- Berlageweg - Hendrik Petrus Berlage, Nederlands architect
- Betje Wolfflaan - Betje Wolff, schrijfster
- Beukenlaan - beuk, loofboom
- Beverhof - bever
- Beyerinckstraat - Martinus Willem Beijerinck, plantkundige en microbioloog
- Bieslandsekade - Polder van Biesland, ten oosten van Delft
- Bieslandsepad - Polder van Biesland, ten oosten van Delft
- Bikolaan - Steve Biko, burgerrechtenvoorvechter in Zuid-Afrika
- Billitonstraat - Billiton, eiland van Indonesië
- Binnenboogerd - Binnenplaats van een blok woningen
- Binnenwatersloot - het binnen de stad gelegen deel van de Watersloot.
- Bizetstraat - Georges Bizet, Frans pianist en componist
- Blekerhof - bleken van de was in de wasserijen die zich hier bevonden
- Boerderijstraat - de kinderboerderij in de omgeving
- Boeroestraat - Boeroe, eiland van Indonesië
- Bogotalaan - Bogota, hoofdstad van Colombia
- Boliviastraat - Bolivia, land in Zuid-Amerika
- Bolwerk - Bolwerk of bastion, op deze plek lag het bolwerk voor de Waterslootse poort
- Bonairestraat - Bonaire
- Bonte Ossteeg - steeg tegenover het huis De Bonte Os
- Boomkleverstraat - boomklever, vogelsoort
- Borneostraat - Borneo, eiland van Indonesië
- Bosboom-Toussaintplein - Geertruida Bosboom-Toussaint, Nederlands romanschrijfster
- Bospad - fietspad door het bos in het Delftse Hout
- Bosuilstraat - bosuil, nachtvogel
- Botaniestraat - botanie
- Botenpad - fietspad langs de vroegere botenverhuurplaats
- Boterbrug - locatie van de botermarkt
- Botswanastraat - Botswana, land in Afrika
- Boussinesqweg - Joseph Boussinesq, Frans wis- en natuurkundige
- Brabantse Turfmarkt - hier legden de Brabantse turfschepen aan
- Brahmslaan - Johannes Brahms, Duits componist en pianist
- Brasserskade - buitenplaats Brassershof, eigendom van de Delftse burgemeester Govert Willemsz. Brasser
- Brassersplein - Brasserskade
- Braziliëhof - Brazilië, land in Zuid-Amerika
- Brederopad - Gerbrand Adriaensz. Bredero, dichter en toneelschrijver
- Breedkapper - breedkapper, een kas met een hoge en brede kap
- Breestraat - vernoemd naar de twee brede stegen die hier lagen
- Breevoortplantsoen - Hermanus Breevoort, Delfts fotograaf en verzetsstrijder
- Brilduikerhof - brilduiker
- Brionhof - Louis Brion, Nederlands militair in Venezuela
- Brittenpad - Benjamin Britten, Brits componist, dirigent en pianist
- Broederstiende - deel van de Harnaschpolder, waar de broeders van het Sionklooster recht hadden op de tiende
- Broerhuisstraat - klooster van Minderbroeders aan deze straat
- Brouwersstraat - Delftse bierbrouwers
- Buenos Airesstraat - Buenos Aires, de hoofdstad van Argentinië
- Buitenboogerd - aan de buitenzijde van het voormalige Sint-Jorisgasthuis
- Buitenhofdreef - Buitenhof
- Buitenstede - afgeleide van Buitenhof
- Buitenwatersloot - het in 1355 buiten de stad gelegen deel van de Watersloot.
- Buizerdlaan - buizerd, roofvogel
- Bunzinghof - bunzing, zoogdier
- Burgemeesterspad - burgemeester of specifiek burgemeesters van Delft
- Burgemeestersrand - burgemeester of specifiek burgemeesters van Delft
- Burgwal - Burgwal in de vroege 14e eeuw
- Busbaan Tanthog - officiële naam voor de busbaan in de wijk Tanthof
- Busken Huetpad - Conrad Busken Huet, schrijver
- Buurslootpad - De Buer Sloot en het Buer Sloot Blok, een sloot en een ontginningsblok in deze omgeving

### C
- C. Fockstraat - Cornelis Fock, liberaal politicus
- Caïrostraat - Caïro, hoofdstad van Egypte
- Cameretten - aan dit pleintje stonden in 1338 de vier 'cameren' voor het Wollen Wanthuis. Hier dreven de Lombarden hun bankzaken. Omdat de Lombarden uit Noord-Italië afkomstig zijn kregen hun 'cameren' wellicht de Italiaanse verkleiningsuitgang en ontstond de naam 'cameretten'.
- Camerlingstraat - Delftse regentenfamilie Camerling, o.a. burgemeesters Michiel Jansz. Camerling (1548-1561) en Nicolaas Cornelisz. Camerling (1573-1574)
- Campustunnel - Tunnel onder het spoor bij Station Delft Campus
- Caracasstraat - Caracas, hoofdstad van Venezuela
- Carthuyzerstraat - orde van de Kartuizers, die bij Delft een klooster had
- Caspar Fagelstraat - Gaspar Fagel (1634-1688) was raadpensionaris van Holland tussen 1672 en 1688.
- Castrop-Rauxellaan - Castrop-Rauxel, zusterstad van Delft
- Celebesstraat - Celebes, eiland van Indonesië
- Cellebroerstraat - hier was het klooster van de cellebroeders
- Ceramstraat - Ceram, eiland van Indonesië
- Cesar Franckstraat - César-Auguste Franck, Belgisch-Frans componist
- Chardonpad - Cornelis Chardon, Delfts verzetsman
- Charlotte de Bourbonstraat - Charlotte de Bourbon, tweede echtgenote van Willem van Oranje
- Chico Mendestunnel - Chico Mendes, Braziliaans activist
- Chilipad - Chili, land in Zuid-Amerika
- Chinalaan - China, land in Azië
- Chirurgijnpad - verlengde van de Chirurgijnstraat: chirurgijn
- Chirurgijnstraat - chirurgijn
- Choorstraat - naar het Latijn voor koor (chorus), van de Oude Kerk
- Chopinlaan - Frédéric Chopin, Pools/Frans componist en pianist
- Christiaan Huygensweg - Christiaan Huygens, wis- en natuurkundige en astronoom
- Churchilllaan - Winston Churchill, premier van het Verenigd Koninkrijk
- Clara van Sparwoudestraat - Clara Jansdr. van Sparwoude, ermaakte een deel van haar goederen aan de afstammelingen van haar vader en voorvaderen van vaderszijde. Met de uitvoering van dit zgn. Clara van Sparwoude-fonds werden de weesmeesters van Delft belast.
- Clarenstraat - onbekende herkomst, heette vroeger Haarsteeg
- Coenderstraat - Aan de oostkant van deze straat woonde in 1474 Pieternelle, de weduwe van Coenraet.
- Cohen Stuartstraat - Lewis Cohen Stuart (1827-1878) hoogleraar-directeur van de Polytechnische School.
- Cole Porterstraat - Cole Porter, Amerikaans componist
- Colijnlaan - Hendrikus Colijn, antirevolutionair staatsman
- Colijntunnel - Hendrikus Colijn, antirevolutionair staatsman
- Colombiahof - Colombia, land in Zuid-Amerika
- Comorensingel - Comoren, land in Afrika
- Componistenpad - Componist
- Computerlaan - Computer
- Congregatiehof - Congregatie van R.K. Jongelingen onder de titel van O.L. Vrouw Onbevlekt Ontvangen en van de H. Aloysius
- Conradlaan - Frederik Willem Conrad, kadet van de waterstaat aan de artillerie- en genieschool te Delft, ingenieur-directeur van de Hollandsche IJzeren Spoorweg Maatschappij
- Coomansstraat - Cooman is een verkorte vorm voor koopman.
- Cornelis de Wittstraat - Cornelis de Witt, staatsman, broer van de raadpensionaris Johan de Witt
- Cornelis Drebbelweg - Cornelis Drebbel, Nederlandse technicus en uitvinder
- Cornelis Musiusstraat - Cornelis Musius, prior van het Sint-Agathaklooster te Delft
- Cornelis Trompstraat - Cornelis Tromp, zeeheld en zoon van Maerten Harpertsz. Tromp
- Cort van der Lindenstraat - Cort van der Linden, Nederlands advocaat, liberaal politicus en minister van Buitenlandse Zaken
- Coudenhovelaan - Richard Coudenhove-Kalergi, stichter van de Pan-Europese beweging
- Couvéeplaats - Leonard Couvée, kunstenaar en architect
- Crommelinlaan - Aarnoud Hendrik van Wickevoort Crommelin, wilde graag een halte bij Heemstede in de nieuwe spoorlijn. Dit werd geweigerd en daarom kocht Crommelin met twee anderen een laantje bij Delft dat de geplande spoorlijn kruiste. Het stukje grond was 80 gulden waard maar ze vroegen er 20.000 gulden voor, òf er moest een halte bij Heemstede komen.
- Crommelinpad - Aarnoud Hendrik van Wickevoort Crommelin
- Crommelinplein - Aarnoud Hendrik van Wickevoort Crommelin
- Cubalaan -
- Curacaostraat -

### D
- Dakarhof - Dakar, hoofdstad van Senegal, Afrika
- Dasstraat -
- De Booijstraat - Jan de Booij, directeur Openbare Werken en gemeentearchitect van Delft
- De Bruyn Kopsplaats - Cornelius Joannes de Bruyn Kops, gemeentearchitect (tussen 1856 en 1891) en directeur van de gemeentelijke Gasfabriek
- de Colignystraat - Louise de Coligny, vierde echtgenote van Willem van Oranje
- de Gaullelaan - Charles de Gaulle, Frans president
- de Genestetstraat -
- de Groene haven -
- De Hoop -
- de Kempenaerstraat -
- de Kringloop -
- de Loorhof -
- de Meesterstraat -
- de Mirandastraat - Francisco de Miranda Venezolaans vrijheidsstrijder.
- de Vlouw -
- de Vriesstraat -
- Debussystraat -
- Decimastraat - Dejima, eiland in Nagasaki, Japan
- Delfgauwse Park - Delfgauw
- Delfgauwseweg - Delfgauw
- Derde Werelddreef - Derde Wereld
- Derde Wereldpad - Derde Wereld
- Dertienhuizen -
- Diamantpad -
- Diepenbrockstraat -
- Dijkshoornseweg -
- Dillenburgstraat -
- Dirk Costerplein -
- Dirklangendwarsstraat -
- Dirklangenstraat -
- Doelenplein -
- Doelenstraat -
- Donker Curtiusstraat -
- Donkerstraat -
- Dr. Schaepmanstraat -
- Drie Akersstraat -
- Drooghuisstraat -
- Drukkerijlaan -
- Dynamoweg -

### E
- E. du Perronlaan - Eddy du Perron, schrijver
- Ecodusweg -
- Edelhertlaan = edelhert
- Eekhoornhof -
- Eendenvijver -
- Egelsingel -
- Egyptelaan - Egypte, land in Afrika
- Eisenhowerlaan - Dwight D. Eisenhower, president van de Verenigde Staten
- Elgarlaan -
- Elisabeth van Zuilenlaan -
- Eliza Dorusstraat -
- Elzenlaan -
- Emiratenstraat - emiraat
- Energieweg -
- Engelsestraat -
- Ernst Casimirstraat - Ernst Casimir van Nassau-Dietz (1573-1632)
- Esdoornlaan - esdoorn, geslacht van loofbomen
- Estelistraat -
- Europad - Euro
- Europalaan -
- Ezelsveldlaan - verwijzing naar het veldje met ezels vóór de bouw van de nieuwbouw "Dock van Delft".

### F
- Fabrieksstraat -
- Fabritiusstraat - Carel Fabritiusschilder
- Faradayweg - Michael Faraday (1791–1867), Brits natuur- en scheikundige.
- Faunapad -
- Feldmannweg -
- Fideliopad - Fidelio, de enige opera die Ludwig van Beethoven schreef.
- Florapad -
- Florence Nightingalelaan -
- Floresstraat - Flores, eiland in Indonesië
- Fluiterpad -
- Fortuinstraat
- Foulkeslaan - Charles Foulkes was een Canadese generaal, die de onderhandelingen over de Duitse capitulatie in Wageningen voerde.
- Frank van Borselenstraat - Frank van Borssele (1395-1470), ook wel Frank II genoemd, was graaf van Oostervant, stadhouder van Holland en Zeeland en echtgenoot van Jacoba van Beieren.
- Fransen van de Puttestraat - Isaäc Dignus Fransen van de Putte, Nederlands liberaal politicus in de tweede helft van de negentiende eeuw. Hij trouwde op 28 maart 1850 in Delft met Lucie Henriette Cornets de Groot.
- Frederik Hendrikstraat - Frederik Hendrik van Oranje, prins van Oranje, graaf van Nassau, stadhouder, opperbevelhebber
- Frederik Matthésstraat -
- Frederik van Eedenlaan - Frederik van Eeden (1860-1932), Nederlands psychiater en schrijver
- Freibergstraat - Freiberg (stad), een plaats in de Duitse deelstaat Saksen
- Fretstraat - fret, een gedomesticeerde afstammeling van de bunzing
- Frisoplein -
- Fuutlaan - fuut, vogelsoort

### G
- Gaaistraat -
- Gabonstraat - Gabon, land in Afrika
- Gandhilaan - Mahatma Gandhi, Indiaas politicus
- Ganzenhof -
- Gashouderpad -
- Gasthuislaan -
- Gasthuisplaats -
- Gasthuissteeg -
- Gebbenlaan -
- Geerboogerd -
- Geertruyt van Oostenstraat - Geertruyt van Oosten werd volgens haar heiligenverhaal, in 1320 in Voorburg geboren. Zij diende als begijn Christus door nederig te zijn in woord, gedrag en kleding. Geertruida voorspelde, dat de Kabelhjauwen de slag aan de Maas, die tussen 5 en 7 juli 1351 bij Zwartewaal plaatsvond, zouden winnen. Toen dit inderdaad gebeurde, riep zij de Delftenaren op om God te loven. De kerk beschouwde haar reeds in de middeleeuwen als zalig.
- Geerweg -
- Geitenkamp -
- Gerard van Loonstraat - Gerard van Loon (historicus) (1683-1758) was een Nederlandse jurist, historicus en bovenal verwoed verzamelaar van penningen, die ook furore maakte als geschiedschrijver en uitgever van historische bronnen.
- Gerardus de Haenstraat - een van de eerste hervormde predikanten te Delft
- Gerbrandylaan -
- Gerda Brautigamstraat - Gerda Brautigam (1913-1982) was een Nederlands journaliste en politica. Van 1963 tot 1971 was ze namens de Partij van de Arbeid lid van de Tweede Kamer.
- Gershwinlaan -
- Ghanastraat - Ghana, land in Afrika
- Gildestraat -
- Giststraat -
- Glaskloksingel -
- Glenn Millerstraat - Glenn Miller
- Goeman Borgesiusstraat -
- Goudenregenlaan -
- Grabijnhof -
- Graspieperstraat -
- Graswinckelstraat -
- Griegstraat -
- Groene Zoom -
- Groenlandselaan -
- Gruttohof - grutto, weidevogel
- Guevarastraat - Che Guevera, Cubaans guerillaleider
- Guido Gezellelaan - Guido Gezelle
- Guineelaan - Guinee, land in Afrika

### H
- Hagedissingel -
- Halsteeg -
- Handboogstraat -
- Handellaan -
- Harmenkokslaan -
- Havannastraat - Havana, hoofdstad van Cuba
- Havenstraat -
- Haviksingel -
- Haya van Somerenstraat - Haya van Someren, politica
- Haydnlaan - componist
- Hazenlaan -
- Heemskerkstraat -
- Heilige Geestkerkhof -
- Helder Camarastraat - Hélder Câmara, Braziliaanse bisschop
- Hendrick de Keyserweg -
- Hendrik Casimirstraat -
- Hendrik Marsmanlaan -
- Hendrik Tollensstraat -
- Henry Dunantlaan - Henry Dunant
- Herculesweg -
- Herenpad -
- Herfstpad -
- Herman Gorterhof - Herman Gorter
- Herman Heyermanslaan -
- Hermelijnstraat - hermelijn, een klein zoogdier uit de familie der marter
- Hertog Govertkade - Godfried III van Lotharingen
- Het Slot -
- Hillenlaan -
- Himalayapad - Himalaya, gebergte in Azië
- Hippolytusbuurt -
- Hoefijzersteeg -
- Hoefslagendreef - Een Hoefslag is hier de algemene aanduiding voor een 'blok' land dat tot Hof van Delft behoorde. Meer gebruikelijk is dat hoefslag de aanduiding is van een of meer percelen land, waarvan de eigenaar verantwoordelijk was voor het onderhoud van een stuk dijk. Later werd ook het betreffende stuk dijk hoefslag genoemd.
- Hoenderhof -
- Hof van Aquamarijn -
- Hof van Azuur -
- Hof van Delftlaan -
- Hof van Onyx -
- Hof van Robijn -
- Hof van Saffier -
- Hof van Smaragd -
- Hof van Spiegeling -
- Hof van Topaas -
- Hof van Zilverlicht -
- Hof van Zirkoon -
- Hofeiland -
- Hoflandendreef -
- Hofzoom -
- Hoogenhouckstraat -
- Hooikade -
- Hoornsestraat -
- Hopstraat -
- Houtduifstraat - houtduif
- Houthaak -
- Houttuinen -
- Hovenierstraat -
- Hugo de Grootplein - Hugo de Groot, rechtsgeleerde
- Hugo de Grootstraat - Hugo de Groot, rechtsgeleerde
- Hugo van Rijkenlaan -
- Huyterhof -
- Huyterstraat -

### I
- IJsvogelpad - ijsvogel, vogelsoort
- Ina Boudier-Bakkerstraat - Ina Boudier-Bakker, schrijfster
- Indiastraat - India, land in Azië
- Industriestraat -
- Insulindeweg -
- Iqbal Masihpad - Iqbal Masih, Pakistaanse jongen die streed tegen kinderarbeid
- Isaac da Costalaan -
- Isaak Hoornbeekstraat -
- Israellaan - Israël, land in Azië
- Ivoorkust - Ivoorkust, land in Afrika

### J
- J.C. van Markenplein -
- J.H. Leopoldpad -
- J.J. Slauerhofflaan -
- Jacob Catsstraat - Jacob Cats, (1577-1660), Nederlands dichter en jurist
- Jacob Gerritstraat -
- Jacob Gilleshof -
- Jacoba van Beierenlaan - Jacoba van Beieren
- Jacques Perklaan -
- Jagerstraat -
- Jan Campertlaan -
- Jan de Oudeweg -
- Jan de Wittstraat - Johan de Witt, was in de Gouden Eeuw tijdens het Eerste Stadhouderloze Tijdperk negentien jaar lang raadpensionaris van het graafschap Holland en daarmee de belangrijkste politicus van de Republiek der Zeven Verenigde Nederlanden. Hij was tevens een begenadigd wiskundige die beschouwd wordt als een van de grondleggers van de verzekeringswiskunde. Johan werd met zijn broer Cornelis door Orangisten vermoord en op gruwelijke wijze verminkt. De moord behoort tot de meest gedenkwaardige in de vaderlandse geschiedenis. Hoewel hedendaags Nederland hem kent als Johan met zijn voornaam, noemden zijn vrouw en veel tijdgenoten hem Jan.
- Jan Joostenplein -
- Jan Thomeelaan -
- Jan Verkoljestraat -
- Jan Willem Frisostraat -
- Japanlaan - Japan, land in Azië
- Japanpad - Japan, land in Azië
- Javastraat - Java, eiland in Azië
- Jesseplaats -
- John Lennonstraat - John Lennon, Beatles
- Jordaniëstraat - Jordanië, land in Azië
- Jozefstraat v/h Molenpoort -
- Julianalaan -
- Juniusstraat -
- Justus van Schoonhovenstraat -

### K
- Kaarderstraat -
- Kalfjeslaan -
- Kalkoenstraat -
- Kalverbos -
- Kameroenpad - Kameroen, land in Afrika
- Kampveld -
- Kanaalweg -
- Kantoorgracht -
- Kappeyne vd Coppellostraat -
- Karekiethof - karekiet, vogelsoort
- Karibastraat - Kariba, plaats in Zambia
- Kartinipad - Kartini
- Kastanjewetering -
- Kasteelwerf -
- Kenenburgpad -
- Kenyattastraat - Jomo Kenyatta, president van Kenia
- Kerkpolderweg -
- Kerkstraat -
- Kethelstraat -
- Keurenaerstraat -
- Khartoemstraat - Khartoum, hoofdstad van Soedan, Afrika
- Kiekendiefhof - kiekendief, vogelsoort
- Kievietstraat - kievit, weidevogel
- Kikkerweg -
- Klein Delfgauw -
- Klein Vrijenban -
- Kleveringweg -
- Kloksteeg -
- Kloosterkade - Kade aan de noordzijde van de voormalige Kloosterwatering, gegraven in de 13e eeuw als onderdeel van een nieuw afwateringsysteem rond Delft. Het liep van het klooster Koningsveld - waaraan het zijn naam ontleend - aan de Schie tot aan de Pijnackerse Vaart bij de Pauwmolen.
- Kluizenaarsbocht -
- Kluutring - kluut, vogelsoort
- Knuttelstraat -
- Koekamp -
- Koekoekshof - koekoek, vogelsoort
- Koepoortstraat -
- Koetlaan -
- Koeweitstraat - Koeweit, land in Azië
- Kogelgieterij -
- Kokmeeuwstraat - kokmeeuw, vogelsoort
- Kolk -
- Konijnensingel -
- Koningin Emmalaan -
- Koningsplein -
- Koningsveld -
- Koolmeesstraat - koolmees, vogelsoort
- Koornmarkt -
- Korenmolen -
- Korftlaan -
- Korte Geer -
- Kortenhoeve - Hoefslag ten oosten van Delft. De hoefslag Kortenhoeve (Korten Hoef) was een strook land die zich van de Zuideindseweg tot aan de Overgauwseweg uitstrekte, direct ten noorden van Ruiven.
- Korvezeestraat -
- Kraaienstraat - kraai, vogelsoort
- Kraanvogelstraat - kraanvogel,  Euraziatische (of gewone) kraanvogel (Grus grus) vogelsoort
- Krakeelpolderweg -
- Kreekrugpad -
- Krekelpad - krekel
- Kristalplein -
- Kristalweg -
- Kromstraat -
- Kruisstraat -
- Kruithuisweg -
- Kuifeendhof -
- Kurt Weillstraat -
- Kuyperweg -
- Kwartelstraat - kwartel, vogelsoort
- Kwekerijstraat -
- Kwikstaartweg - kwikstaart, vogelsoort

### L
- La Pazstraat - La Paz, hoofdstad van Bolivia
- Laan der Verenigde Naties - Verenigde Naties
- Laan van Altena -
- Laan van Braat -
- Laan van Groenewegen -
- Laan van Lekkerkerk
- Laan van Overvest -
- Laan van Van der Gaag -
- Lagosweg - Lagos, stad in Nigeria
- Lakenraam -
- Lambarenestraat - Lambaréné, stad in Gabon, Afrika
- Landmeterpad -
- Landschapstraat -
- Landsteinerbocht -
- Lange Geer -
- Latijns-Amerikalaan - Latijns-Amerika
- Lau Mazirelweg -
- Lausbergstraat -
- Leeghwaterstraat -
- Leehoeve - Hoefslag ten oosten van Delft. De hoefslag Leehoeve of Leeden Hoef was een klein gebied bij de driesprong Zuideindseweg, Oude Leedeweg en Ackersdijkseweg.
- Leeuwenhoekpark -
- Leeuweriklaan - leeuwerik, vogelsoort
- Leharlaan -
- Lentepad -
- Leonard Bramerstraat -
- Lepelaarstraat - lepelaar, vogelsoort
- Lesothostraat - Lesotho, land in Afrika
- Letland - Letland, Baltische staat
- Libanonstraat - Libanon, land in Azië
- Libellepad -
- Liberiastraat - Liberia, land in Afrika
- Libiëstraat - Libië, land in Afrika
- Libourellaan -
- Lijsterbeslaan - lijsterbes, boomsoort
- Lindelaan -
- Linnenweverstraat -
- Lipkensstraat -
- Lisztstraat -
- Litouwen - Litouwen, Baltische staat
- Lodenvloer -
- Lodewijk van Deysselhof - Lodewijk van Deyssel, schrijver
- Loevesteinplaats -
- Lombokstraat -
- Lomestraat -
- Lookwatering -
- Loudonstraat - Loudon (geslacht)
- Louis Couperuslaan - Louis Couperus, schrijver
- Lumumbasingel - Patrice Lumumba, ook wel geschreven als Loemoemba, (1925-1961) was een Congolese onafhankelijkheidsleider en de eerste democratisch verkozen premier van de Republiek Congo, nadat hij mee had geholpen deze onafhankelijk te maken van België in juni 1960.
- Lusakastraat - Lusaka, hoofdstad van Zambia

### M
- Machteld van Meterenlaan -
- Mackaystraat - Mackay (geslacht) is een van oorsprong Schotse familie waarvan leden sinds 1815 tot de Nederlandse adel behoren.
- Madoerastraat - Indonesisch eiland Madoera (eiland)
- Maerten Trompstraat -
- Mahlerstraat - Gustav Mahler (1860-1911) was een in Bohemen geboren en opgegroeide Oostenrijkse componist en dirigent van joodse afkomst.
- Malawistraat - Malawi, land in Afrika
- Malisingel - Mali, land in Afrika
- Mandelastraat - Nelson Mandela
- Marga Klompéstraat - Marga Klompé
- Maria Duystlaan - Maria Duyst van Voorhout, Barones van Reede, vrijvrouwe van Renswoude (1662–1754), geboren in Delft. Zij vermaakte haar vermogen, lang voor haar dood, aan het Stads-Kinderhuis te Utrecht en de Weeshuizen te Delft en Den Haag. De intelligentste wezen konden met behulp van dit fonds studeren. Vanaf 1919 kwamen ook begaafde meisjes in aanmerking voor dit fonds.
- Maria Gouweloospoort -
- Maria Strickhof -
- Maria van Reigersberchstraat -
- Maria van Oosterwijckstraat -
- Marie Besstraat - Maria Elisabeth Bes
- Markt -
- Marlotlaan -
- Marokkostraat - Marokko, land in Noord-Afrika
- Marshalllaan - George Marshall van het Marshallplan
- Marterstraat - Een dier behorende tot een geslacht van middelgrote roofdieren, de Marters (bijvoorbeeld boommarter, steenmarter).
- Martinus Nijhofflaan - Martinus Nijhoff
- Medinastraat - De heilige stad Medina in Saoedi-Arabië
- Meerkoetlaan - meerkoet, watervogel
- Meermanstraat -
- Meeslaan -
- Meidoornlaan - meidoorn, plantensoort
- Mekelweg
- Melkhof -
- Mendelssohnstraat - Felix Mendelssohn (1809-1847) was een Duits componist, dirigent, organist en pianist.
- Menno ter Braaklaan - Menno ter Braak
- Mercuriusweg - Mercurius (mythologie), Romeinse god van de handel, reizigers en winst
- Mexicohof - Mexico (land), land in Noord-Amerika
- Michiel de Ruyterweg - Michiel de Ruyter, zeeheld
- Michiel Ten Hovestraat -
- Middelweg -
- Mienette Stormstraat -
- Mijerstraat -
- Mijnbouwplein -
- Mijnbouwstraat -
- Mina Krusemanstraat - Mina Kruseman (1839-1922) was een Nederlandse feministe, schrijfster, actrice en zangeres.
- Minahasastraat - Minahasa (regentschap), een regentschap (kabupaten) in de regio Minahasa op het Indonesische eiland Celebes
- Minderbroerstraat -
- Molensingel -
- Molenstraat -
- Molenweide -
- Molslaan -
- Molstraat -
- Molukkenstraat - Molukken
- Montgomerylaan - Bernard Montgomery, sinds 1946 burggraaf Montgomery of Alamein, (1887-1976) was een Britse generaal en veldmaarschalk.
- Moufflonlaan - moeflon
- Mouterpad -
- Moutmolen -
- Mozartlaan - componist Mozart
- Multatuliweg - Multatuli
- Nachtegaallaan - nachtegaal, zangvogel

### N
- Nairobiplaats - Nairobi, hoofdstad van Kenia, Afrika
- Namibiëstraat - Namibië, land in Afrika
- Nassaulaan -
- Nassauplein -
- Nasserstraat - Nasser, Egyptische president
- Neringstraat -
- Nickersteeg -
- Nicolaas Beetslaan - Nicolaas Beets
- Nieuwe Langendijk -
- Nieuwe Plantage-
- Nieuwe Schoolstraat -
- Nieuwelaan -
- Nieuwstraat -
- Nigeriastraat - Nigeria, land in Afrika
- Nijlhof - rivier de Nijl
- Noordeinde -
- Noordeindseweg -
- Noorderhof -

### O
- Obrechtstraat - Jacob Obrecht (1457/1458-1505) was een Vlaams componist.
- Oceaanpad -
- Odulphusstraat - Odulphus was een benedictijn en missionaris uit het einde van de 8e eeuw en begin 9e eeuw en is heilig verklaard.
- Oe Thantstraat - Oe Thant, VN-secretaris
- Oeverloperpad -
- Oliemolen -
- Oliver Tambopad - Oliver Tambo, Zuid-Afrikaans politicus
- Olof Palmestraat - Olof Palme
- Omanstraat - Oman, land in Azië
- Oogstlaan -
- Ooievaarstraat - ooievaar, vogelsoort
- Oost-Indiëplaats -
- Oostblok -
- Oosteinde -
- Oosterstraat -
- Oostplantsoen -
- Oostplein -
- Oostpoort -
- Oostsingel -
- Oranje Plantage _
- Oranjestraat -
- Orinocostraat - Orinoco, rivier in Zuid-Amerika
- Orlandopad -
- Otterlaan - otters (Lutrinae), een onderfamilie uit de familie der marterachtigen
- Oude Delft -
- Oude IJsbaan --
- Oude Kerkstraat -
- Oude Langendijk -
- Oude Manhuissteeg -
- Oudraadtweg -

### P
- P.C. Boutenspad - P.C. Boutens (1870-1943) was een Nederlandse dichter en classicus.
- Paardenmarkt -
- Palamedesstraat - Delftse schilders.
- Papenstraat -
- Papsouwselaan - zie Abtswoude
- Paradijspoort -
- Parallelweg -
- Parkzoom -
- Pasteurstraat - Louis Pasteur
- Patrimoniumstraat -
- Paulus Buijsstraat - Paulus Buys of Pauwels Buys, heer van Zevenhoven en (vanaf 1592) Capelle ter Vliet[1] (1531-1594) was een Nederlands raadpensionaris en politicus.
- Paxlaan -
- Pelikaansingel - pelikanen, familie van watervogels
- Pelmolen - pelmolen, molentype
- Pensionarispad -
- Peperstraat -
- Persijnlaan -
- Phoenixstraat -
- Piersonstraat - Nicolaas Gerard Pierson Nederlandse staatsman
- Piet Heinstraat -
- Pieter de Hooghstraat - Pieter de Hoogh
- Pieter Hendrikstraat -
- Pieterstraat -
- Pijlstaartpad - pijlstaart, de vogel Anas acuta
- Pijperring -
- Plateelstraat -
- Plein Delftzicht -
- Plevierhof - plevier, vogelsoort
- Pluympot - Lokatie van het uithangteken van een plumassier.[2]
- Ponyhof -
- Poortlandplein -
- Poortweg -
- Pootstraat -
- Poptahof Noord - Popta was een Fries die dit moerasbosgebied begaanbaar heeft helpen maken aan het begin van de elfde eeuw.[3]
- Poptahof Zuid - zie Noord
- Potgieterlaan -
- Prins Bernhardlaan -
- Prins Mauritsstraat -
- Prinses Beatrixlaan -
- Prof. Bosschastraat - Johannes Bosscha jr., (1831-1911) was een Nederlandse natuurkundige. Hij was hoogleraar theoretische mechanica aan de Koninklijke Militaire Academie in Breda en hoogleraar natuurkunde aan de Polytechnische School te Delft.
- Prof. Burgershof -
- Prof. Evertslaan -
- Prof. Henketstraat -
- Prof. Hoogewerfflaan -
- Prof. Krausstraat -
- Prof. Oudemansstraat - prof. dr. Cornelis Antonie Jan Abraham Oudemans (eigenlijk: Corneille Antoine Jean Abram) (1825-1906), Nederlands medicus, botanicus, hoogleraar en rector magnificus
- Prof. Telderslaan - Jean Marie Telders (1842-1900) hoogleraar in de waterbouwkunde.
- Prunuslaan - prunus

### R
- Raad van Europalaan - Raad van Europa
- Raam -
- Raamstraat -
- Rabatstraat - Rabat, stad in Marokko, Afrika
- Rallepad -
- Ramaerstraat -
- Ravelstraat -
- Reeweg -
- Reigerstraat - reiger, vogelsoort
- Reinier de Graafweg - Reinier de Graaf is de man die een fundamentele bijdrage heeft geleverd aan de medische wetenschap
- Rembrandtstraat - Rembrandt van Rijn, schilder
- Ricardishof -
- Rietgorsstraat - rietgors, vogelsoort
- Rietveld -
- Rietzangerstraat - rietzanger, vogelsoort
- Rijksstraatweg -
- Rio de Janeiropad - Rio de Janeiro, stad in Brazilië
- Riouwstraat -
- Rivierpad -
- Robert Koumansplein -
- Rochussenstraat - Jan Jacob Rochussen (1797-1871) was een Nederlands politicus.
- Roëllstraat -
- Roerdomphof - roerdomp, vogelsoort
- Roland Holstlaan -
- Röntgenweg -
- Roodborstlaan - roodborst, vogelsoort
- Rooseveltlaan - Franklin Delano Roosevelt, president van de Verenigde Staten
- Rossinistraat -
- Rotterdamseweg -
- Rubberplantage -
- Ruivenstraat -
- Runmolen -
- Ruys de Beerenbrouckplein - Charles Ruijs de Beerenbrouck
- Ruys de Beerenbrouckstraat - zie -plein

### S
- Saaiwerkerstraat -
- Sabangstraat -
- Sadatweg - Anwar Sadat, president van Egypte
- Saharapad - Sahara, woestijn in Afrika
- Salamanderpad - salamanders, een orde van de amfibieën
- Sandinoweg - Augusto César Sandino, Nicaraguaans revolutionair
- Santiagopad - Santiago, hoofdstad van Chili
- Sasboutstraat -
- Schapenpad -
- Scheepmakerij -
- Schiekade -
- Schieweg -
- Schijflaan -
- Schimmelpenninckstraat -
- Schoemakerstraat -
- Scholeksterpad - scholekster, vogelsoort
- Schoolstraat -
- Schrobbelaarstraat -
- Schubertlaan - componist
- Schutterstraat -
- Schuttersveld -
- Senegalhof - Senegal, land in Afrika
- Sibeliuslaan -
- Siberië - Siberië
- Sijsjespad - sijs, vogelsoort
- Simon Vestdijklaan - Simon Vestdijk, schrijver
- Simonsstraat -
- Singelstraat -
- Sint Agathaplein -
- Sint Aldegondestraat - Filips van Marnix van Sint Aldegonde
- Sint Eustatiusstraat - Sint Eustatius
- Sint Jorisweg -
- Sint Joriszicht -
- Sint Maartensrechtpad -
- Sint Olofslaan -
- Sint Olofsstraat -
- Slechtvalkhof - slechtvalk, (Falco peregrinus), een vogel uit de familie van de Falconidae
- Smetanapad -
- Smitsteeg -
- Soedanhof - Soedan, land in Afrika
- Soendastraat -
- Somaliëplaats - Somalië, land in Afrika
- Sowetopad - Soweto, township in Zuid-Afrika
- Sowetostraat - Soweto, township in Zuid-Afrika
- Spechtstraat - specht, vogelsoort
- Sperwersingel - sperwer, roofvogel
- Spiekmanstraat -
- Spieringstraat - François Spiering, tapijtwever
- Spoorsingel -
- Spreeuwenstraat - spreeuw, vogelsoort
- Sri Lankapad - Sri Lanka, land in Azië
- Staalmeesterstraat -
- Staalweg -
- Stalpaert vd Wieleweg -
- Staringpad - dichter
- Steltloperstraat - steltloper, vogelsoort
- Stil Gezicht -
- Stille Putten -
- Storklaan -
- Straat van Malakka - Straat van Malakka, Azië
- Straat van Ormoes - Straat van Ormoes, Azië
- Strawinskylaan -
- Suezsingel - Suez, stad in Egypte
- Sumatrastraat - Sumatra, eiland in Azië
- Surinamestraat - Suriname, land in Zuid-Amerika
- Sweelinckstraat - componist
- Syriësingel - Syrië, land in Azië

### T
- 't Carto - hier stond de Zuidhollandse Cartonnagefabriek (ZHC).
- Tak van Poortvlietstraat -
- Talinghof - taling, vogelsoort
- Tanthogkade - Tanthof
- Teding van Berkhoutlaan - Teding van Berkhout
- Thanthofdreef
- Theresiastraat -
- Thorbeckestraat -
- Tibetstraat - Tibet, het historische gebied met een eigen volk, cultuur en taal dat zich uitstrekt over wat tegenwoordig verschillende Chinese provincies en autonome regio's zijn, waaronder de Tibetaanse Autonome Regio
- Tigrispad - Tigris, rivier in Azië
- Timorstraat -
- Tingieterpad -
- Togostraat - Togo, land in Afrika
- Toos Poststraat -
- Torenstraat -
- Toscaninipad -
- Trasmolen - trasmolen
- Tripolipad - Tripoli, de hoofdstad van Libië
- Troelstralaan - Pieter Jelles Troelstra
- Trompetstraat - trompet, blaasinstrument
- Tuinstraat -
- Tunesiëplaats - Tunesië, land in Afrika
- Tureluurpad - tureluur, vogelsoort
- Tutustraat - bisschop Tutu
- Tweemolentjeskade - Tweemolentjesvaart

### U
- Uilensingel -Uilen, vogels
- Uiverstraat - Ooievaar, vogel
- Ursulaplaats -

### V
- Vaandelstraat -
- Valkenlaan - valk, vogelsoort
- Van Adrichemstraat -
- Van Alkemadestraat - Van Alkemade, belangrijke Delftse familie
- Van Almondestraat - Abraham Jansz. van Almonde, burgemeester van Delft van 1574-1578
- Van Amstelpark - Jeanne van Amstel, eerste vrouwelijke promovendus scheikundige technologie
- Van Assendelftstraat -Claes Claesz. van Assendelft, meubelmaker die in 1627 een nieuw koorhek voor de Nieuwe Kerk maakte
- Van Barenstraat - Gerardus van Baren, burgemeester van Delft 1920-1947
- Van Berckelhof - Hendrik van Berckel, burgemeester van Delft 1840-1848
- Van Beresteynstraat - Belangrijke Delftse familie Van Beresteyn
- Van Bleyswijckstraat - Dirck Evertsz. van Bleyswijck, schrijver van de 'Beschrijvinge der Stad Delft'
- Van Blommesteinstraat - Willem van Blommesteijn, burgemeester van Delft 1772-1786
- Van Bossestraat - Peter Philip van Bosse, fabrikant, advocaat en liberaal politicus, minister van Financiën, minister van Koloniën
- Van Bronckhorststraat - Pieter Anthonisz. van Bronckhorst, Delfts historieschilder
- Van de Spiegelstraat -
- Van den Berghof - Lodewijk Willem Christiaan van den Berg, burgemeester van Delft 1910-1920
- Van den Broekweg - Johannes Hendrik van den Broek, architect en hoogleraar in de architectuur aan de TU Delft
- Van der Brugghenstraat - Justinus van der Brugghen, advocaat en politicus
- Van der Burghweg - Adrianus Jan Pieter van der Burgh, directeur van het Rijkswegenbouwlaboratorium van 1953 tot 1965
- Van der Dussenweg -
- Van der Goesstraat -
- Van der Haertstraat -
- Van der Heimstraat -
- Van der Horststraat -
- Van der Kamlaan -
- Van der Lelijstraat -
- Van der Madestraat -
- Van der Mastenstraat -
- Van der Slootsingel -
- Van der Veensingel - Gerrit van der Veen
- van der Wijckpoort -
- Van Foreestweg - Pieter van Foreest wordt in 1558 benoemd tot stadsgeneesheer van Delft, welke functie hij gedurende ruim 37 jaar uitoefent.
- Van Gaalenlaan -
- Van Groenewegenstraat -
- Van Hallstraat -
- Van Hasseltlaan - Johan Barthold Frans van Hasselt
- Van Hasseltplein -
- Van Heemstrastraat -
- Van Houtenstraat -
- Van Kinschotstraat -
- Van Kuijkhof -
- Van Leeuwenhoeksingel - Antonie van Leeuwenhoek
- Van Lodensteynstraat -
- Van Lynden van Sandenburgstraat -
- Van Miereveltlaan -
- Van Oldenbarneveltstraat - Johan van Oldenbarnevelt, raadspensionaris
- Van Renswoudestraat -
- Van Rijslaan -
- Van Rossemweg -
- Van Saenredamstraat -
- Van Schuijlenburchstraat -
- Van Slingelandtstraat -
- Van Speykstraat -
- Van Stolbergstraat -
- Van Tienhovenstraat -
- Van Tijenstraat
- Van Walsumhof -
- Van Zuylen van Nijeveltstraat -
- Veldmuizenpad - veldmuis, knaagdier
- Venezuelastraat - Venezuela, land in Zuid-Amerika
- Verdiplein - Giuseppe Verdi
- Verfmolen -
- Verkadestraat -
- Verlengde Singelstraat -
- Vermeerstraat - Johannes Vermeer, schilder
- Vernieuwde Boogerd -
- Verwersdijk -
- Verzetspad - Verzet
- Verzetstunnel - Verzet
- Vesteplein -
- Vestpoort -
- Veulenkamp -
- Vietnampad - Vietnam, land in Azië
- Vijver Noord / Vijver Zuid -
- Vijverstraat -
- Vinkenlaan - Vinken, vogelsoort
- Visstraat -
- Vlamingstraat -
- Voldersgracht -
- Volmolen -
- Vondelstraat -
- Voorstraat -
- Vorrinkplein - Koos Vorrink
- Vosmaerstraat -
- Vossenlaan -
- Vrijenbansekade -
- Vrijenbanselaan -
- Vrouw Rijssensloot - Hoefslag ten oosten van Delft. De hoefslag Russen Sloot of Vrouw Rijssensloot was een lange strook land die zich van de Zuideindseweg tot aan de Overgauwseweg uitstrekte ter hoogte van Delfgauw.
- Vrouwenregt -
- Vrouwjuttenland -
- Vulcanusweg -

### W
- W.H. van Leeuwenlaan -
- Wagenaarstraat -
- Wallerstraat -
- Warmoezierstraat -
- Wassenaarstraat -
- Waterblok -
- Waterhoenstraat - waterhoen, vogelsoort
- Wateringsevest -
- Waterloop -
- Watermanweg -
- Watersnipstraat - watersnip, vogelsoort
- Weegplaats -
- Weeshuisplaats -
- Welhoeckstraat -
- Werfpad -
- Westeinde -
- Westerstraat -
- Westlandseweg -
- Westplantsoen -
- Westvest -
- Weteringlaan -
- Wezelstraat - wezel, klein roofdier
- Wielengahof -
- Wielewaalstraat - wielewaal, zangvogel
- Wijnhaven -
- Wijnroeierpad -
- Wilgenlaan - wilgenfamilie, een familie van tweezaadlobbige planten
- Wilhelminalaan -
- Willem Bilderdijkhof - Willem Bilderdijk, schrijver
- Willem de Merodestraat - Willem de Merode
- Willem de Zwijgerstraat - Willem de Zwijger
- Willem Dreeslaan - Willem Drees, politicus
- Willem Hooftstraat -
- Willem Kloospad - Willem Kloos, (1859-1938), bekend als vertegenwoordiger van de Tachtigers.
- Willem van Aelststraat - Willem van Aelst behoorde in de zeventiende eeuw tot een van de meest succesvolle schilders van bloem-, fruit- en jachtstillevens. Hij was de zoon van notaris Jan van Aelst en was leerling van zijn oom Evert van Aelst (1602–1657).
- Willemstraat -
- Windhoek - hoofdstad van Namibië, Afrika
- Winterpad -
- Wippolderstraat - Wippolder, polder en wijk in Delft
- Woudselaan -
- Wouwstraat - een roofvogel van het geslacht Milvus, zie onder andere rode en zwarte wouw
- Wulppad - wulp, vogelsoort

### Y
- Yperstraat -

### Z
- Zaagbekhof -
- Zaaihoek -
- Zagwijnpad -
- Zaïrepad - Zaïre, voormalig land in Afrika
- Zaïrestraat - Zaïre, voormalig land in Afrika
- Zambezilaan - Zambezi, rivier in Afrika
- Zambiapad - Zambia, land in Afrika
- Zambiastraat - Zambia, land in Afrika
- Zjoekowlaan -
- Zocherweg -
- Zoethoutstraat - zoethout
- Zomerdijkhof -
- Zomerpad -
- Zuideinde -
- Zuidergracht -
- Zuiderstraat -
- Zuidmade - Hoefslag ten westen van Delft. De hoefslag Zuidmade was het gebied waar thans de Delftse Molenbuurt gebouwd is.
- Zuidwal -
- Zusterlaan -
- Zwaluwstraat - zwaluw, vogelsoort
- Zwanenpad - Zwanen, vogelsoort
- Zwarte Sternhof - zwarte stern, vogelsoort